# ملکه دم‌چلچله‌ای
ملکه دم‌چلچله‌ای (نام علمی: Papilio androgeus) نام یک گونه از سرده پروانه‌های پاپیلیو است.

## نگارخانه

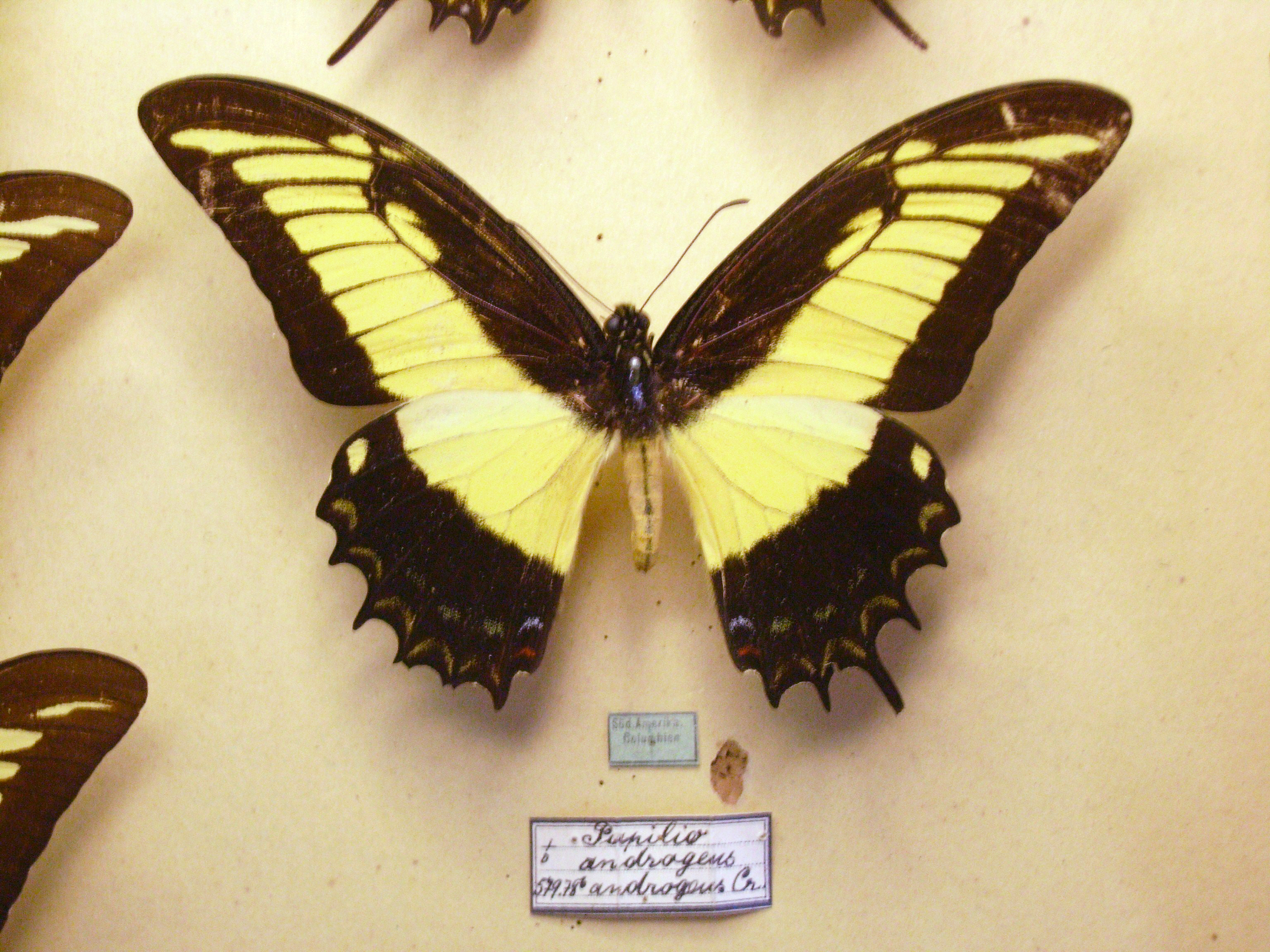
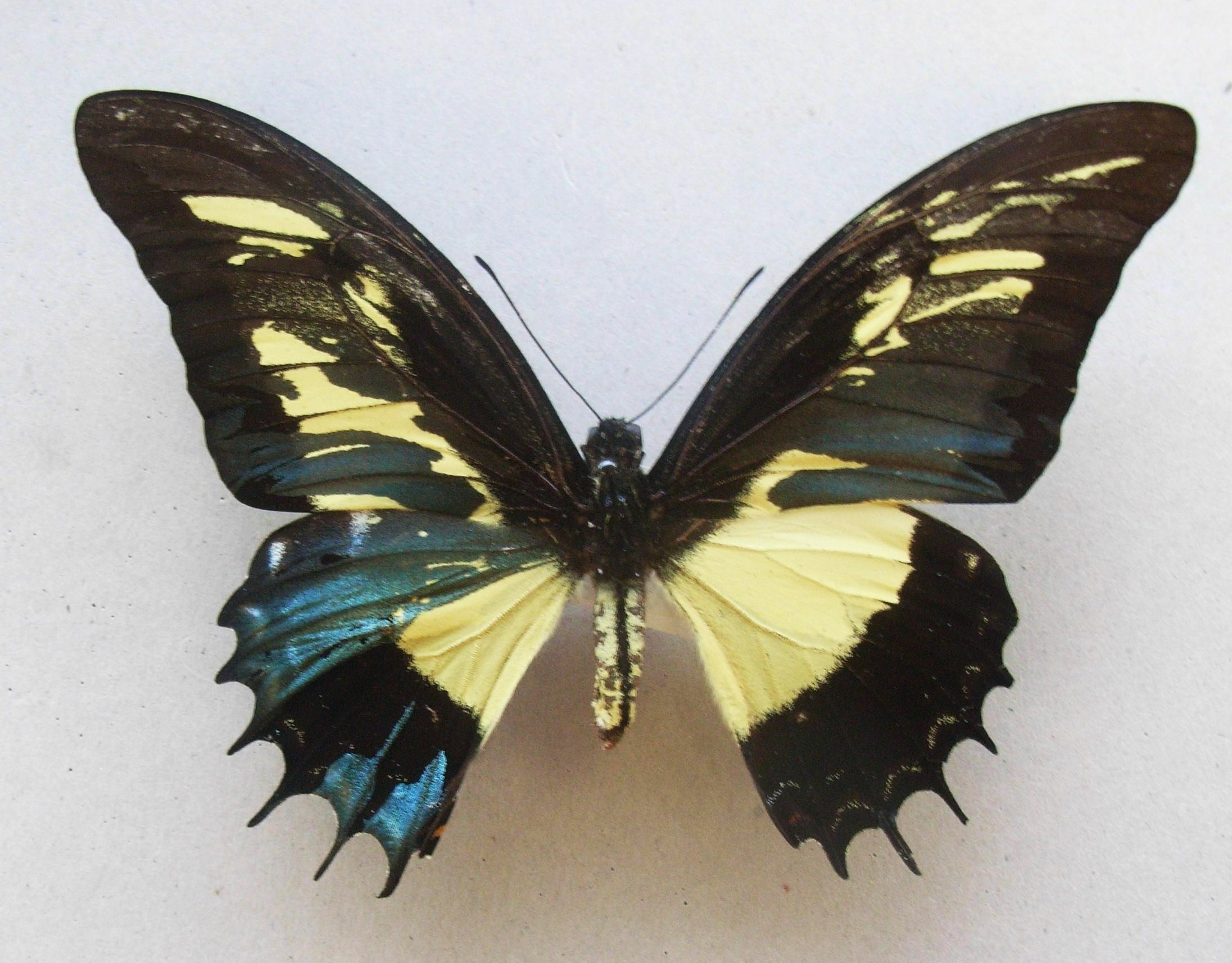